# Función administrativa
El Estado realiza comúnmente tres funciones básicas: la función legislativa, la judicial y la administrativa. Si bien con respecto a las dos primeras no se presentan muchos problemas con respecto a su contenido u objeto, con respecto a la tercera, la función administrativa han existido grandes diferencias de interpretación a lo largo de la evolución jurídica, al menos, en los países que adhieren a los principios republicanos o que han atravesado un proceso constituyente con separación de poderes.
También es la realización de ciertas actividades o deberes al tiempo que se coordinan de manera eficaz y eficiente

## Antecedentes
Montesquieu, partiendo de la hipótesis certera de que todo hombre que tiene poder tiende a abusar de él, concibió su famosa teoría de la separación de los poderes.
Esta doctrina propone que el poder contenga al poder, lo que se lograría dividiendo el poder estatal y oponiendo las porciones respectivas para que se refrenen recíprocamente; ello a su vez se consigue distribuyendo las funciones estatales entre diferentes órganos, constituidos por personas físicas distintas. Cómo se realizará la distribución de funciones, es algo que ha sido solucionado de diferente manera en la Constitución de cada país; pero en general la mayoría ha introducido el principio de la separación de los poderes tratando de seguir en lo más importante la triple premisa a que dio lugar la teoría de Montesquieu:
- Que el que hace las leyes no sea el encargado de aplicarlas ni de ejecutarlas;
- Que el que las ejecute no pueda hacerlas ni juzgar de su aplicación;
- Que el que juzgue no las haga ni las ejecute.

Surge así el germen de los conceptos de Legislación, Administración y Justicia, conceptos que todavía se mantienen en constante elaboración.

## Criterios diferenciadores con las otras funciones tradicionales del estado .

### Teoría orgánica o subjetiva
Pone énfasis en el órgano que realiza la función. Según esta teoría, la función administrativa abarca la actividad del Poder ejecutivo, la función judicial la actividad de órgano judicial y la función legislativa la realizada por el órgano legislativo.

### Teoría objetiva
Hace hincapié en el tipo de función, más precisamente en las características que hacen a la actividad administrativa. Es una definición analítica, entiende que es materia administrativa toda actividad permanente, continua, concreta, práctica e inmediata. Se vuelve también insostenible, porque hay actividades que son eminentemente administrativas y que no tienen estas características, por ejemplo, los reglamentos no son concretos sino generales.

### Teoría mixta
Haciendo una mixtura de las anteriormente mencionadas sostiene que es función administrativa la que realiza el órgano ejecutivo y también la que realizan los otros dos órganos que escapa a sus funciones específicas (legislar -en el legislativo- o aplicar el Derecho -en el judicial-).

### Teoría Residual
Similar a la anterior, pero se prescinde del órgano que la realiza. Con simpleza y precisión la función administrativa es la que no es Legislativa ni Judicial.